# Pyt Kramer
Pyt Kramer (Stiens, 7 maart 1936) is een onderzoeker van de Friese taal. Hij heeft verscheidene woordenboeken geschreven en houdt zich sinds de jaren zestig bezig met het taalkundig onderzoek naar het Saterfries. Daarnaast is hij actief in de Fryske Nasjonale Partij. 